# Stadtwerke Springe
Die Stadtwerke Springe sind Grundversorger für Strom und Gas in Springe in Niedersachsen, wo sie zwei Nahwärmenetze betreiben. Außerdem bieten die Stadtwerke Strom- und Gasversorgungsverträge in den angrenzenden Gemeinden Bad Münder, Wennigsen, Gehrden, Hemmingen und Pattensen an.

## Unternehmensprofil
Die Stadtwerke wurden als mehrheitlich kommunales Energieversorgungsunternehmen im Oktober 2008 gegründet. Die Anteile halten die Stadt Springe (50,5 Prozent) und die Stadtwerke Hameln Weserbergland, BS Energy und Veolia Deutschland (jeweils 16,5 %). Als Mehrheitsanteilseigner hat die Stadt Einfluss auf Infrastruktur und Strategie der Energieversorgung. Die Stadtwerke haben das Gasnetz der Stadt gekauft und besitzen seit 2013 den Grundversorger-Status für Strom und Gas.
Geschäftsführer der Stadtwerke Springe ist Olaf Koschnitzki. Aufsichtsratsvorsitzender ist Christian Springfeld.
Die Stadtwerke fördern den Ausbau der Elektromobilität in Springe.

## Produkte
Die Stadtwerke Springe vertreiben in ihrem Versorgungsgebiet 100 % Ökostrom, der aus erneuerbaren Energien gewonnen wird.
Des Weiteren liefern die Stadtwerke Wärme zum Zweck der Gebäudeheizung. Es werden zwei Nahwärmenetze und ein Fernwärmenetz in Springe und der Nachbargemeinde Wennigsen betrieben. Das Nahwärmenetz erschließt einen Großteil der Innenstadt von Springe und versorgt dort Bewohner in Springe erzeugter Wärme. Die zwei Nahwärmenetze in Springe und Wennigsen versorgen sich jeweils durch eigene Anlagen direkt vor Ort selbst. Das Springer Nahwärmenetz (Großer Graben) versorgt sich durch ein Erdgas-BHKW. Das Energie-Effizienz-Quartier in Wennigsen versorgt sich durch einen Pelletkessel und ein Erdgas-BHKW. Das Nahwärmenetz wird von einem Biomasseheizwerk, einer Biogasanlage und vier Biogas-BHKW betrieben. In diesen Anlagen wird aus Gas beziehungsweise Biogas durch den Prozess der Kraft-Wärme-Kopplung Wärme erzeugt.